# Ide Adamou
Ide Adamou (1951 - ) é um escritor nigerino, que já publicou dois volumes de poesias e duas novelas desde o início de sua carreira literária em 1980. Utiliza na maior parte de suas obras o francês, ainda que tenha publicado também poesias em zarma.

## Obras

### Poesias
- Cri inachevé (1984)
- Sur les terres de silence

### Novelas
- La Camisole de paille (1987)
- Talibo, un enfant du quartier (1996)

## Bilbiografia
- Gikandi, Simon, ed. (2003). Encyclopedia of African literature [Enciclopédia da literatura Africana]. [S.l.]: Routledge